# Pax Americana
Pour les articles homonymes, voir Americana.
 (avril 2016).
Le contenu est difficilement compréhensible vu les erreurs de traduction, qui sont peut-être dues à l'utilisation d'un logiciel de traduction automatique.
 (avril 2016).
- Si vous ne connaissez pas le sujet, laissez ce bandeau (vous pouvez alors contacter les auteurs).
- Si vous supprimez le contenu mis en cause (vous pouvez préalablement contacter les auteurs),

argumentez précisément cette suppression dans la page de discussion
(un manque de référence n'est pas un argument ; une recherche réelle de référence doit avoir été effectuée, être formellement documentée).
 (avril 2016).
 (juillet 2024).
Pax Americana (latinisation du terme linguistique contemporain « Paix américaine » un analogisme de Pax Romana, Pax Mongolica et Pax Britannica) est le terme associé au concept historique contemporain soutenant qu'une longue période de paix relative a débuté vers le milieu du XXe siècle et qu'elle résulterait à l'échelle globale du pouvoir prépondérant exercé par les États-Unis d'Amérique. 
La Pax Americana est principalement employée par connotation à la Longue Paix établie depuis 1945 entre les grandes puissances mondiales après la Seconde Guerre mondiale (1939-1945). Cette période coïncida avec l'abandon de la neutralité politique des États-Unis à l'égard des affaires internationales, et avec les preuves d'une domination économique et militaire des États-Unis à l'échelle globale, y compris dans l'espace. Par exemple le Plan Marshall pour la reconstruction européenne d'après-guerre a été présenté comme le « lancement de la Pax Americana ». De nombreux autres traités de coopération politique, économique ou militaire à travers le monde peuvent également en apparaître comme l'expression. 
La forme latine dérive de la Pax Romana de l'Empire romain, analogisme déjà employé dans Pax Mongolica de l'Empire Mongol et au XIXe siècle dans Pax Britannica pour décrire l'action de l'Empire britannique lorsque ce dernier exerçait un rôle hégémonique et une position de gendarme à l'échelle mondiale. 
Le terme Pax Americana fut aussi employé à d'autres sujets et époques, comme la victoire de l'Union dans la Guerre de Sécession nord américaine, ou bien la politique menée à partir de 1823 par les États-Unis à l'égard de l'ensemble du continent américain (Doctrine Monroe).

## Période moderne

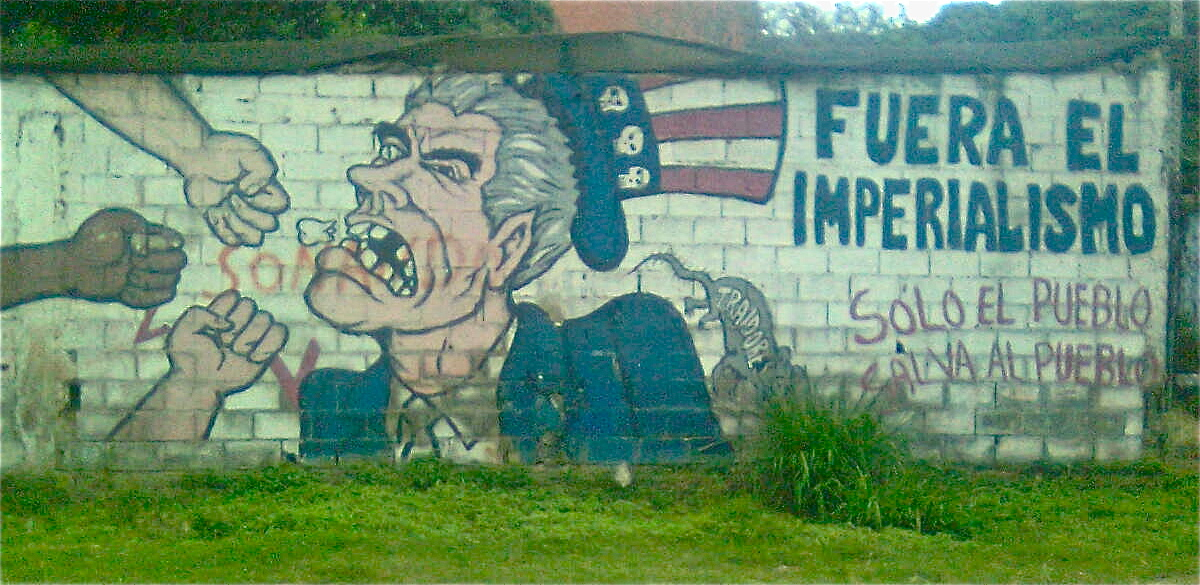
Graffiti politique antiimpérialiste et antiaméricain dans les bas quartiers de Caracas.

A l'instar de l'Empire Romain et de sa Pax Romana, la Pax Americana ne s'illustre ni par l'absence de guerres dans le monde ni par l'absence de conflits entre les États-Unis et d'autres nations. 
Le gage de paix est relatif et reste circonscrit aux régions dont les projets sont suffisamment compatibles avec ceux portés par les États-Unis.
Ailleurs, les États-Unis et leurs alliés ont démontré qu'au contraire le concept de Pax Americana pouvait aussi s'incarner à travers des moyens coercitifs et déboucher sur des conflits armés, et cela sans systématiquement avoir l'aval des Nations unies. Ainsi depuis 1945 des affrontements militaires majeurs ont eu lieu, citons par exemple la Guerre Froide (1947-1991), la guerre de Corée (1950-1953), la guerre du Viêt Nam (1964-1975), les guerres de l'ex-Yougoslavie (1991-1999), la guerre d'Afghanistan (2001), la guerre d'Irak (2003), et plus récemment la guerre contre Daech.
De ce fait, le terme Pax Americana est donc un concept générique utilisé autant par les partisans que par les détracteurs de politiques étrangères impliquant les États-Unis. Il peut donc avoir des connotations soit positives soit négatives selon les approches considérées.
Jusqu'à la fin de la Guerre Froide, l'influence de Pax Americana fut toutefois considérée partielle car elle était fortement concurrencée par son équivalent soviétique. Certains préfèreront donc parler de Pax Americana et Sovietica  pour cette période 1946-1992, et de nombreux commentateurs et critiques de la Pax Americana se concentrent plutôt sur les rapports internationaux depuis 1992.

## Depuis 1950
Après la Deuxième Guerre mondiale, il n'y a ni conflit armé parmi les grands pays occidentaux eux-mêmes, ni armes nucléaires utilisées dans un conflit ouvert. L'Organisation des Nations unies a été rapidement développé après la Deuxième Guerre mondiale pour aider à maintenir des relations pacifiques entre les nations en établissant le droit de veto pour les membres permanents du Conseil de sécurité de l'ONU, qui comprenait les États-Unis.
Dans la seconde moitié du XXe siècle, les grandes puissances de l'URSS et USA ont été engagés dans la guerre froide, qui peut être vue comme une lutte entre les hégémonies pour la domination mondiale. Après 1945, les États-Unis ont connu une position avantageuse par rapport au reste du monde industrialisé. À la suite de la Seconde Guerre mondiale son expansion économique était alors responsable de la moitié de la production industrielle mondiale, a tenu 80 % des réserves d'or du monde, et était la seule puissance nucléaire du monde.  
La destruction catastrophique de la vie, des infrastructures et du capital au cours de la Seconde Guerre mondiale avait épuisé l'Ancien Monde, vainqueurs et vaincus. La plus grande économie au monde à l'époque, les États-Unis a reconnu qu'il était sorti de la guerre avec son infrastructure nationale pratiquement indemne et ses forces militaires avec une puissance sans précédent. Les responsables militaires ont reconnu le fait que la Pax Americana avait réussi grâce à sa puissance aérienne efficace, tout comme la Pax Britannica un siècle  auparavant grâce à son pouvoir maritime.   
De ce fait, les États-Unis ne respectent pas les bases de la légalité internationale en abandonnant les principes fondamentaux de la Charte des Nations unies : souveraineté, non-ingérence, droit des peuples à l’autodétermination, droit de tout Etat à choisir librement son régime politique hors de toute ingérence étrangère, obligation de négocier en cas de conflit avant de recourir à l’usage ou à la menace d’usage de la force.   

### Puissance contemporaine
La Pax Americana moderne dérive en partie de l'influence directe des États-Unis, mais aussi de manière significative des institutions internationales soutenues par les finances américaines et la diplomatie (dont le fonds monétaire international et la banque mondiale qui siègent à Washington). Les États-Unis ont investi massivement dans des programmes tels que le plan Marshall (aides américaines destinées à reconstruire l'Europe à la fin de la Seconde guerre mondiale) et la reconstruction du Japon, la cimentation de liens économiques et de défense pour relever le défi du bloc soviétique des pays d'Europe orientale avec l'élargissement de la guerre froide.
Mis dans une position favorable pour profiter du libre-échange, indisposés culturellement envers les empires traditionnels, et alarmés par la montée du communisme en Chine et l'explosion de la première bombe atomique soviétique, les États-Unis, historiquement non interventionnistes, ont pris un vif intérêt dans le développement des institutions multilatérales pour maintenir un ordre mondial favorable. Ces institutions incluent le Fonds monétaire international (FMI) et la Banque Internationale pour la Reconstruction et Développement (Banque mondiale), dans le cadre du système de Bretton Woods de la gestion financière internationale basée sur les taux de change fixes au dollar américain jusqu'au début des années 1970.  L'Accord général sur les tarifs douaniers et le commerce (GATT) a également été développé afin de normaliser et réduire les tarifs commerciaux pour promouvoir la libéralisation du commerce.
Commençant autour de la guerre du Vietnam, le terme "Pax Americana" avait commencé à être utilisé par les critiques de l'impérialisme américain.  Ici, à la fin du XXe siècle de conflit entre l'Union soviétique et les États-Unis, l'accusation de néo-colonialisme a souvent pour cible l'intervention occidentale dans les affaires du tiers monde et d'autres pays en voie de développement,,,.
Les autres programmes et organisations ont également contribué à renforcer la puissance américaine ou politique étrangère : l'Organisation du traité de l'Atlantique nord (OTAN) est un accord de sécurité collective des puissances atlantiques; les traités de défense mutuelle avec le Japon et la Corée du Sud et, dans une moindre mesure l'Organisation du traité de l'Asie du Sud-Est (OTASE). À la suite de la chute du rideau de fer (le communisme), la disparition de la notion de Pax Sovietica, et la fin de la guerre froide, les États-Unis ont maintenu leurs contingents importants des forces armées outre-mer en 2014 (environ 116 000 hommes en Europe et 97 000 hommes en Asie de l'Est). Pourtant, la capacité des États-Unis d'agir comme "gendarme du monde" a été limitée par l'aversion historique de ses propres citoyens à des guerres étrangères.  Malgré cela, il y a eu des appels à la poursuite du leadership militaire, comme indiqué dans "Reconstruire les Défenses de l'Amérique ".  Alors, les institutions derrière la Pax Americana et la montée de la puissance unipolaire américaine ont persisté dans le début du XXIe siècle, surtout à la suite de l'effondrement de l'Union des républiques socialistes soviétiques en 1991.

### La fin de l'histoire?
La chute du mur de Berlin en novembre 1989 fut un tournant dans l’Histoire moderne.  Pour certains analystes, comme Francis Fukuyama, ce fut la victoire définitive du capitalisme démocratique et le refus de l’athéisme communiste.  Ainsi, une nouvelle ère de paix similaire à la Pax Romana paraissait à portée de main.  En fait, le concept de la "fin de l'histoire" a été adopté par de nombreux membres de l'intelligentsia de l'Amérique comme ressemblant à une confirmation de sa destinée manifeste. 
Néanmoins, en 1987, Paul Kennedy a publié une analyse brillante de l'Ascension et la Chute des Empires, qui a soulevé des questions profondes sur les faiblesses structurelles, budgétaires et économiques en Amérique qui, au fil du temps, pourrait grignoter les fondations de la puissance américaine. Mais, avec le triomphe ultérieur de la guerre froide de l'Amérique - et l'éclatement de la bulle spéculative japonaise - la thèse de Kennedy a été largement rejetée.  
Mais, le lundi 15 septembre 2008, à la stupéfaction générale, l’ancienne et prestigieuse banque d’investissement Lehman Brothers fit banqueroute.  Ce fut la plus grande faillite de l’histoire des États-Unis, créant un choc qui entraîna l’économie mondiale dans la plus grave crise économique connue depuis 1929. Le système financier mondial se paralysa et tous les avoirs des banques devinrent suspects : l’économie mondiale bascula au bord d’un abîme.  Néanmoins, les Banques Centrales, le Fonds monétaire international (FMI) et la Banque Mondiale avaient compris les leçons de 1929.  En effet, ils agissent rapidement en inondant les marchés financiers avec le crédit inédit et mettante en place un filet de sécurité qui garantit les dépôts bancaires, en agissant agressivement comme prêteur en dernier recours. 

### L'avenir de la Pax Americana
En dépit des protestations à l'effet contraire, le déclin de l'influence occidentale et Pax Americana est inévitable.  Alors, dans le sillage de la crise bancaire et financière de l'automne 2008 (à la suite de la crise des subprimes) et la récession qui a suivi, il est clair que Paul Kennedy et d'autres  "déclinistes" avaient raison tout le long. Les mêmes causes du déclin qu'ils ont autrefois souligné sont au centre du débat actuel sur les perspectives économiques de l'Amérique. En fait, la structure du pouvoir dans le monde a considérablement changé depuis les années 1950 notamment avec la montée des pays émergents en croissance rapide, comme le Brésil, l'Inde, l'Indonésie, la Corée du sud, Taïwan, l'Afrique du Sud et en particulier la Chine. Ainsi, pour analyser l'avenir de la Pax Americana, il est utile d'utiliser un ensemble de critères géopolitique et socio-politique.    
- En ce qui concerne les critères géopolitiques, il est utile de faire la distinction entre les concepts de ce que Joseph Nye définit comme "hard power" et "soft power"[18].
- "Hard power" est l'utilisation de la coercition et les paiements pour atteindre les résultats souhaités;
- "Soft Power"  est l'utilisation de l'attraction pour atteindre les mêmes objectifs;
- "Smart power" est l'utilisation de ces deux outils avec intelligence et diplomatie.

Depuis la fin de la guerre froide, la supériorité militaire incontestable des États-Unis a empêché les pays émergents de contester les intérêts américains. Mais la crise financière de 2008 a obligé les États-Unis à se replier et à se retirer de sa sur-portée impérialiste et capacité à investir dans son armée.  Ainsi, comme la Chine devient de plus en plus riche, ses dépenses militaires, selon les tendances actuelles, vont rivaliser avec celle des États-Unis peut-être avant 2025.  Alors, au cours de la prochaine décennie une boucle de rétroaction sera au travail, de sorte que les contraintes internes sur les activités américaines dans le monde aideront à alimenter un changement dans la répartition du pouvoir; et à leur tour, ceci amplifiera les effets de sur-extension financière et stratégique de l'Amérique.      
Avec des intérêts dans toute l'Asie, le Moyen-Orient, l'Afrique, l'Europe et le Caucase (159 pays officiellement) -- sans mentionner le rôle de gardien des voies maritimes du monde et les besoins de protéger ses citoyens contre les terroristes islamistes -- les États-Unis seront stratégiquement débordés et inévitablement devront se retrancher.    
- En ce qui concerne les critères socio-politiques, une distinction essentielle doit être faite sur la façon dont les différentes sociétés contrôlent la violence.  Inspiré par la nouvelle économie institutionnelle, l'étude pionnière sur la Violence et l'Ordre Social, par Douglas C. North, J. J. Wallis et B. R. Weingast, fournit la perspicacité dans les raisons sous-jacentes de l'échec de la Pax Americana, y compris sa politique et de l'aide étrangère[22].

Dans cette approche, les pays sont divisés en plusieurs catégories, notablement les "Ordres à Accès Limité" (OALs) et les "Ordres à Accès Ouvert" (OAOs).  Ce ne sont pas des classifications hermétiques, mais comportementales.   
Les "Ordres à Accès Limité" (OALs) sont "l'état naturel" de l'histoire humaine et le modus operandi de la façon dont les sociétés traditionnelles et modernes créent des coalitions pacifiques pour contrôler la violence.  Les élites des factions potentiellement violentes sont attirées dans des coalitions dominantes, par les perspectives de partage des rentes économiques (basées sur des règles plus crédibles que l'utilisation de la violence d'État (l'armée et la police)). Alors, les rentes sont à leur tour le résultat de limiter l'accès à des institutions clés et des ressources limitées à des groupes d'élite.  Mais, les OALs doivent constamment tenir compte de la menace que les factions quittent la coalition, ce qui implique que chaque faction doit maintenir un potentiel crédible pour la violence, parce que les alliances évoluent constamment. Les OALs sont classés comme: "fragile" (l'État peut à peine supporter lui-même face à la violence interne et externe);  "de base" (un État omniprésent qui contrôle la violence); ou "mature" (les organisations non étatiques sont également bien développées, par exemple l’Égypte antique, l'Angleterre des Tudor).  En bref, les États n'ont pas le monopole sur la violence.  Donc toutes les factions partagent le principe de la manipulation de l'économie à produire et distribuer des rentes, pour maintenir la stabilité par le contrôle de la violence.   
En revanche, les "Ordres à Accès Ouvert" (OAOs) sont les nouveautés datant de décennies 1830-40 en Angleterre, en France et aux États-Unis.  Les caractéristiques principales des OAOs sont que les États ont le monopole sur la violence et "l'entrée libre" dans les institutions clés.  Les OAOs sont durables lorsque les rentes créées par "l'innovation" et "concurrence" entre les élites dépassent celles créées par la "coopération" entra-élites et sont consolidées par des droits de propriété clairs et la primauté d'un État de droit.  Ainsi, la logique de rentes conduite dans les OAOs diffère totalement de recherche de rentes OALs.  Bien que tous les  pays riches et démocratiques sont les OAOs et vice-versa, le lien entre l'économie et la socio-politique est si profondément ancré que la causalité est difficile à démêler.

### Implications pour la politique et aide étrangère
Cette étude pionnière sur la "Violence et Ordre Social" souligne que depuis les années 1950, la politique de développement économique occidentale a systématiquement exporté ou greffé les institutions donatrices et normes de gouvernance OAOs sur les destinataires OALs. Ces greffes institutionnelles ont réussi dans les OAOs européennes après la guerre, avec le plan Marshall, mais  pour la plupart des OALs en Afrique et ailleurs les résultats ont été lamentables.  En effet, malgré la similarité de surface des institutions, la logique de règles informelles et le comportement dans les OALs destinataires diffère nettement des pays développés.  
Ainsi, ces différences peuvent être une raison importante de l'échec des agences internationales à reconnaître les différents défis auxquels sont confrontés les pays en voie de développement.  Il est aussi peut-être une faille majeure de la philosophie sous-jacente de la Pax Americana, voir son échec au Vietnam, Irak, Afghanistan...  Cependant, une grande limitation de cette approche est que le lien entre les institutions et la croissance est une énigme.  A-t-on besoin de croissance pour créer de bonnes institutions (la Chine), ou vice versa (Hong Kong)?  Ce débat n'a pas encore été résolu, comme la preuve empirique est complexe et mixte. Enfin et surtout, il est intéressant de noter que les pays riches OAOs  contrôlent l'économie mondiale comme un OAL en gardant un contrôle serré sur l'entrée en les institutions clés. Cela pourrait être interprété généreusement comme une attitude condescendante, plutôt que de l'hypocrisie.
En résumé, les défis géopolitiques croissants au "hard power" américain et  l'affaiblissement régulier de sa base de "soft power" -- sont les mêmes signes de déclin impérial et le crépuscule de la Pax Romana et la Pax Britannica.

### La Pax Americana dans un monde multipolaire
Les défis à la Pax Américana sont devenus de plus en plus fréquentés des puissances régionales émergentes comme la Chine, la Russie, le Brésil, l'Inde, la Turquie et l'Indonésie; (voir la crise de Crimée et son annexion par la Russie en mars 2014).  Alors, compte tenu de l'affaiblissement relatif de l'Amérique, les puissances émergentes se sentent de plus en plus enhardies pour contester les formes de système internationales pour promouvoir leurs propres intérêts.     
Ces évolutions profondes soulèvent des grandes questions sur la façon dont le monde est gouverné.  En pensant à l'avenir, il est utile de jeter un coup d'œil loin dans l'histoire.  Cela parce que cette transition représente plus que la fin de l'ère post-1945 et la domination globale américaine. Il représente également la fin de l'ère de la domination occidentale pendant environ cinq siècles.  Pendant ce demi-millénaire de l'histoire du monde, la position mondiale de l'Ouest est restée sûre, et les plus grands développements mondiaux étaient représentés par des passages de pouvoir entre les civilisations occidentales. Par conséquent, les conceptions du monde en termes du temps (calendriers) et l'espace (système métrique) ont été déterminées selon les normes occidentales.     
Maintenant, cependant, que le centre de gravité économique et géopolitique du système international migre de la zone euro-atlantique à l'Asie, nous voyons les prémices d'un changement de pouvoir entre les civilisations. L'importance de ce développement ne peut pas être surestimée.  Le crépuscule de la Pax Americana et la période de domination occidentale - annonce une transition lourde d'incertitude et instabilité - envers une nouvelle constellation de puissance internationale. L'ère de la domination américaine a émergé de l'effondrement de la Pax Britannica précédente.  Or, cela signifiait le déplacement de l'Europe vers les États-Unis, comme lieu de puissance mondiale.  Malheureusement, il a fallu deux guerres mondiales du XXe siècle et une dépression mondiale pour forger cette transition.      

### Un ordre du jour réaliste?
En l'automne de 2011, le président Obama a annoncé "un pivot" de la politique étrangère des États-Unis vers l'Asie. À cette fin, tous les aspects de "hard power" et "soft power" des États-Unis ont été réorientés.  La logique de ce changement est que la région Asie-Pacifique sera l'épicentre du développement économique mondial au XXIe siècle.
En fait, depuis la conception du « pivot vers l'Asie », le Moyen-Orient est tombé dans le chaos, avec des guerres civiles en suspens en Libye, la Syrie, le Yémen et l'Irak. Par conséquent, la réticence des États-Unis à s'engager dans le Moyen-Orient est plus une nécessité qu'un choix.  En outre, cette instabilité a débordé sur l'Europe avec des menaces terroristes croissantes, ainsi que dans la mer Noire, à la suite de l'annexion par la Russie de la Crimée et les conflits dans l'est de l'Ukraine. En bref, le "pivot vers l'Asie", peut bien se révéler inopportun et irréaliste,,.

### Le dialogue stratégique et économique sino-américain
Un pas dans la direction de coopération a été fait avec « le dialogue stratégique et économique » annoncé le 1er avril 2009 par le président des États-Unis, Barack Obama et le président chinois Hu Jintao. Il s'agit d'un dialogue de haut niveau entre les États-Unis et la Chine pour discuter d'un large éventail de questions stratégiques et économiques régionaux et mondiaux entre les deux pays. Ce nouveau dialogue  a remplacé  l'ancien dialogue économique stratégique commencé par l'administration de George W. Bush. Des représentants de haut niveau des deux pays et leurs délégations se réunissent chaque année alternativement dans les capitales de chaque pays. Le dialogue a un « volet stratégique » et un « volet économique ». Le secrétaire d'État américain John Kerry et le conseiller d'État chinois Yang Jiechi, sont coprésidents du « volet stratégique ».  Le secrétaire américain au Trésor Jack Lew et le vice Premier ministre chinois Wang Yang étaient coprésidents du « volet économique » à la 6e réunion de Beijing en juillet 2014.
À ce jour, le fait de dialoguer a eu plus importance que les différents points qui devaient être abordés, en raison de liens communications qui ont été créés.  Pourtant, la nécessité de coopérer lorsque les intérêts mutuels indépendants étaient en jeu a été confirmé dans le sommet sino-américain en Septembre 2015. Les deux pays ont pris des engagements historiquement forts sur le changement climatique afin d'assurer le succès de la conférence COP 21 en Décembre 2015. Mais, peu de progrès ont été réalisés sur les questions épineuses des droits de l'homme et des différends territoriaux dans la mer de Chine du Sud.
Ainsi, le dialogue ne peut pas éliminer les différences ou les soupçons sous-jacents dans les relations sino-américaines, ni éliminer la cacophonie des voix dans les deux systèmes sur l'avenir des relations à long terme, mais par ce fait, les décideurs peuvent renforcer une prise de conscience partagée de leurs responsabilités mutuelles pour ce qui est sans doute la relation bilatérale, aujourd'hui, la plus importante du monde .  Les deux pays savent que les enjeux sont trop élevés pour perdre les possibilités de coopération et de renforcement de confiance mutuelle.

## Interventions militaires américaines depuis 1945
- Chine : 1945-46
- Corée : 1950-53
- Chine : 1950-53
- Guatemala : 1954
- Indonésie : 1958
- Cuba : 1959-60
- Guatemala : 1960
- Congo : 1964
- Pérou : 1965
- Laos : 1964-73
- Vietnam : 1961-73
- Cambodge : 1969-70
- Guatemala : 1967-69
- Grenade : 1983
- Libye : 1986
- El Salvador : 1980s
- Nicaragua : 1980s
- Panama : 1989
- Irak : 1991-99
- Soudan : 1998
- Afghanistan : 1998
- Yougoslavie : 1999
- Afghanistan : 2001
- Irak : 2003
- Libye : 2011
- Irak: 2014
- Syrie : 2015